# 2-е тысячелетие до н. э.
2-е (второ́е) тысячеле́тие до на́шей э́ры по пролептическому юлианскому календарю — тысячелетие с 1 января 2000 года до н. э. по 31 декабря 1001 года до н. э. Ему предшествовало 3-е тысячелетие до н. э., за ним следовало 1-е тысячелетие до н. э. Оно закончилось 3025 лет назад.
Последний период Бронзового века, завершившийся в конце тысячелетия катастрофой и упадком многих древнейших цивилизаций, таких как Египет, Хеттское царство, Междуречье, при переходе к Железному веку.

## Важные события и цивилизации
- Бронзовый век (XXXV/XXXIII—XIII/XI века до н. э.). Катастрофа бронзового века[1]. Нашествие Народов моря (XIII век до н. э.).
- Хараппская цивилизация развивалась в долине реки Инд (3300—1300 годы до н. э.). Битва десяти царей (около XIV века до н. э.). Составление Ригведы и формирование варн в период 1700—1100 годов до н. э.
- Хеттское царство (около 1800—1180 годов до н. э.).
- В Китае правление династии Шан (1600—1046 годы до н. э.). Битва при Муе (1045). Династия Чжоу (1045—221 годы до н. э.)
- Микенская цивилизация (XVI—XI века до н. э.) Тёмные века в Древней Греции (XI—IX века до н. э.)
- В Мезоамерике развивалась цивилизация ольмеков (1500—400 годы до н. э.)
- Среднеассирийский период (1392—934 годы до н. э.) Правление Салманасара I (1274/1265—1245/1235 годы до н. э.)
- Формирование армянского народа (конец 2-го тысячелетия до н. э.)
- Вторая половина 2-го тысячелетия до н. э. — Срубная культура в степных и лесостепных районах Украины и Европейской части России, Абашевская культура в лесостепном Подонье, Среднем Поволжье и на Южном Урале.
- Вымирание мамонтов (4 тыс. лет назад)[2].
- Моисей, предполагаемый автор Книги Бытия, жил в это время[3].

### Египет

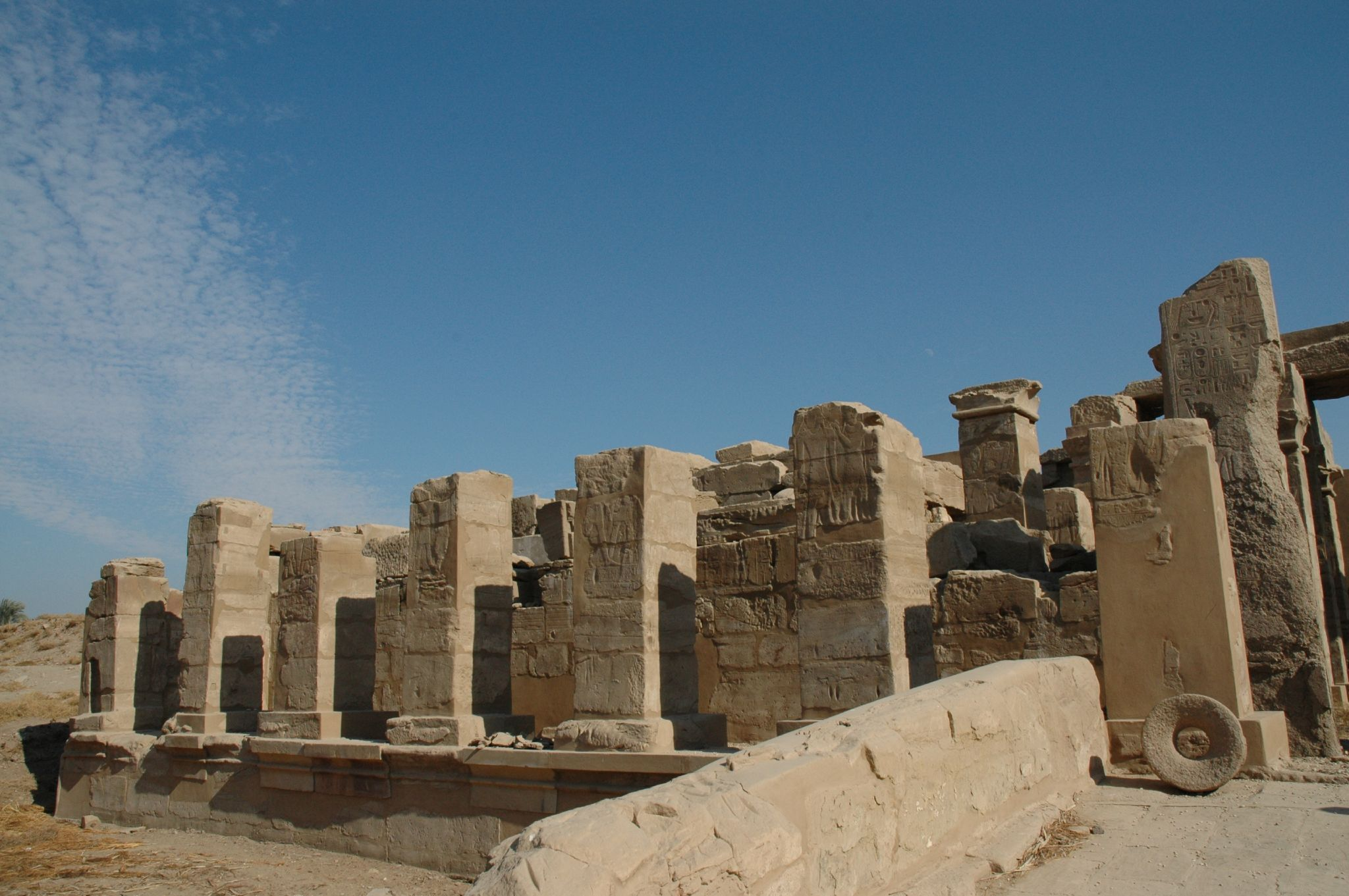
Храм в Карнаке

- Среднее царство (около 2055—1650 годов до н. э.). Второй переходный период.
- Новое царство (1550—1069). Третий переходный период (1069/1075—664 годы до н. э.).
- Долина Царей.
- Правление Эхнатона (около 1353/1351—1336/1334 годов до н. э.).
  - Монотеистический культ Атона.
- Правление Тутанхамона (1332—1323 годы до н. э.).
- Правление Рамсеса II (около 1279—1213 годов до н. э.).
  - Битва при Кадеше между египтянами и хеттами (1247 год до н. э.).
  - Возможный Исход евреев из Египта во главе с Моисеем (после 1250 до н. э.).

### Европа
- XIX век до н. э. — время первых микенских дворцов.
- XVII—XII века до н. э. — расцвет Эгейской культуры, позднеминойский период.
- Между 1645—1500 годы до н. э. — «Минойское извержение» — взрыв вулкана Санторин (остров Тира).
- XIII век до н. э. — разрушен землетрясением город Троя.
- 1235 год до н. э. — основание Афин.

### Месопотамия

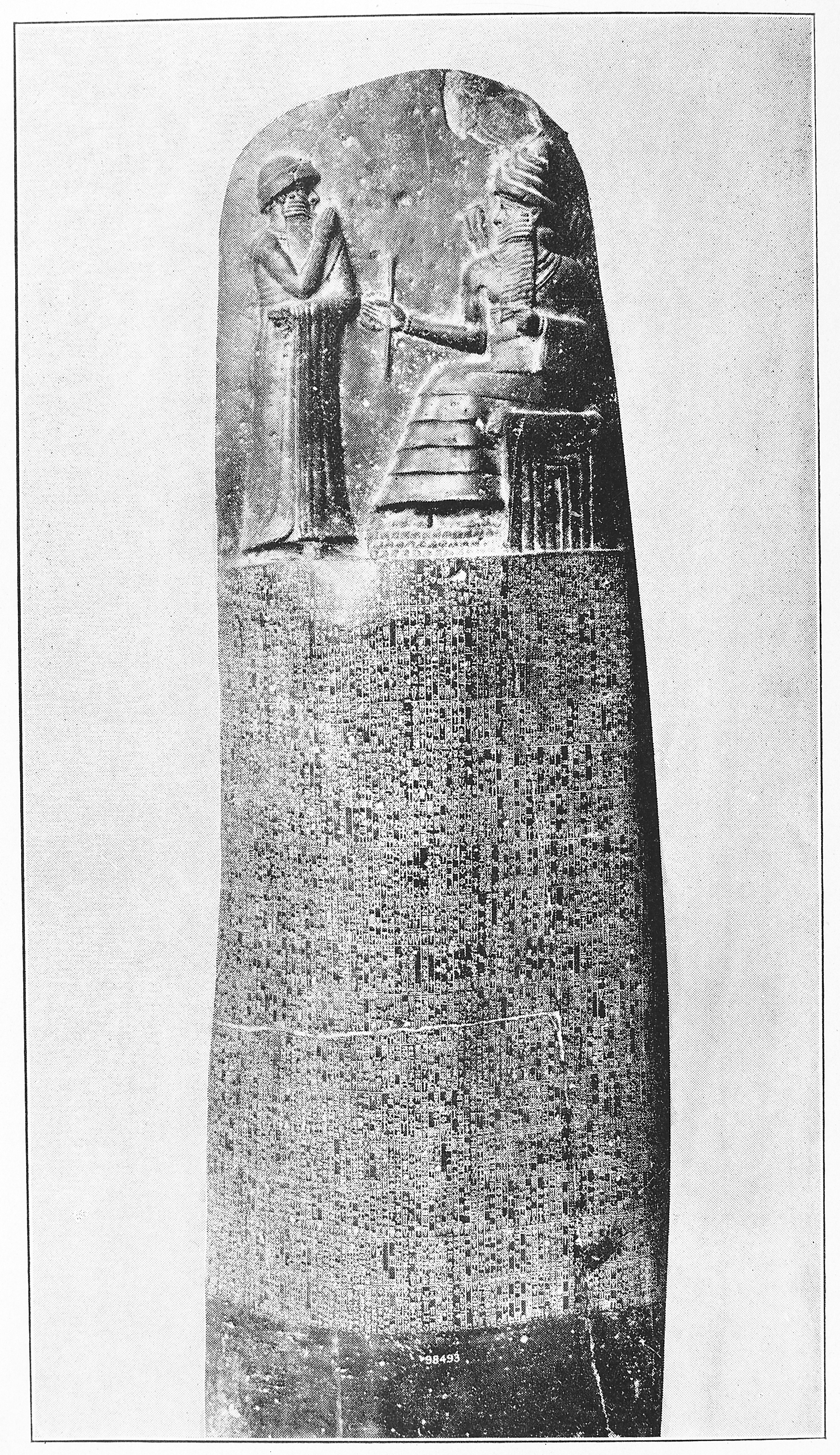
Кодекс Хаммурапи, свод законов Вавилона

- Около 2000 года до н. э. — начало Старовавилонского периода.
- 1900—1890 годы до н. э. — амориты победили эламитов и создали Вавилонское царство.
- 1793—1750 годы до н. э. — правление Хаммурапи.
- 1531 год до н. э. — Мурсили I разрушил Вавилон.
- 1128 год до н. э. — Навуходоносор I, царь Вавилона.

### Палестина
- Около 1800 года до н. э. — цивилизация хананеев в Палестине.
- Израильское царство (около 1050—930 годов до н. э.).

### Африка
- Первая миграция племён банту из Западной Африки.